# Tom Slončík
Tom Slončík, né le 21 décembre 2004 en Tchéquie, est un footballeur tchèque qui évolue au poste de milieu offensif au Viktoria Plzeň.

## Biographie

### En club
Né en Tchéquie, Tom Slončík est formé par le FC Zlín. C'est avec ce club qu'il joue son premier match en professionnel, le 25 février 2023, lors d'une rencontre de championnat face au Sparta Prague. Il entre en jeu à la place de Joss Didiba (en) et son équipe est battue par trois buts à deux.
Lancé dans le monde professionnel par Pavel Vrba, Slončík devient vite l'une des révélations du club et est considéré comme le plus grand talent issu du FC Zlín, dans un effectif alors composé de nombreux trentenaires.
Le 26 avril 2023, Slončík se fait remarquer en marquant deux buts lors d'une rencontre de championnat face au Bohemians 1905. Il s'agit de ses deux premiers buts en professionnel. Titulaire, il délivre également une passe décisive pour Robert Hrubý en plus de ses deux buts, et contribue au succès de son équipe par quatre buts à un,.
Après la relégation du FC Zlín, Tom Slončík quitte le club à l'été 2024 pour rejoindre le Viktoria Plzeň. Le transfert est annoncé le 3 juin 2024 et il signe un contrat de quatre ans, soit jusqu'en juin 2028,.

### En sélection
Tom Slončík commence sa carrière internationale avec l'équipe de Tchéquie des moins de 19 ans, jouant son premier match contre la Lettonie le 24 août 2022 (victoire 4-0 des Tchèques).

## Vie privée
Tom Slončík est le fils de Petr Slončík, footballeur professionnel tchèque ayant joué pour le FC Zlín.